# Ammoecioides adventicius
Ammoecioides adventicius är en skalbaggsart som beskrevs av Bordat 1999. Ammoecioides adventicius ingår i släktet Ammoecioides och familjen Aphodiidae. Inga underarter finns listade i Catalogue of Life.